# Pavel Bobek

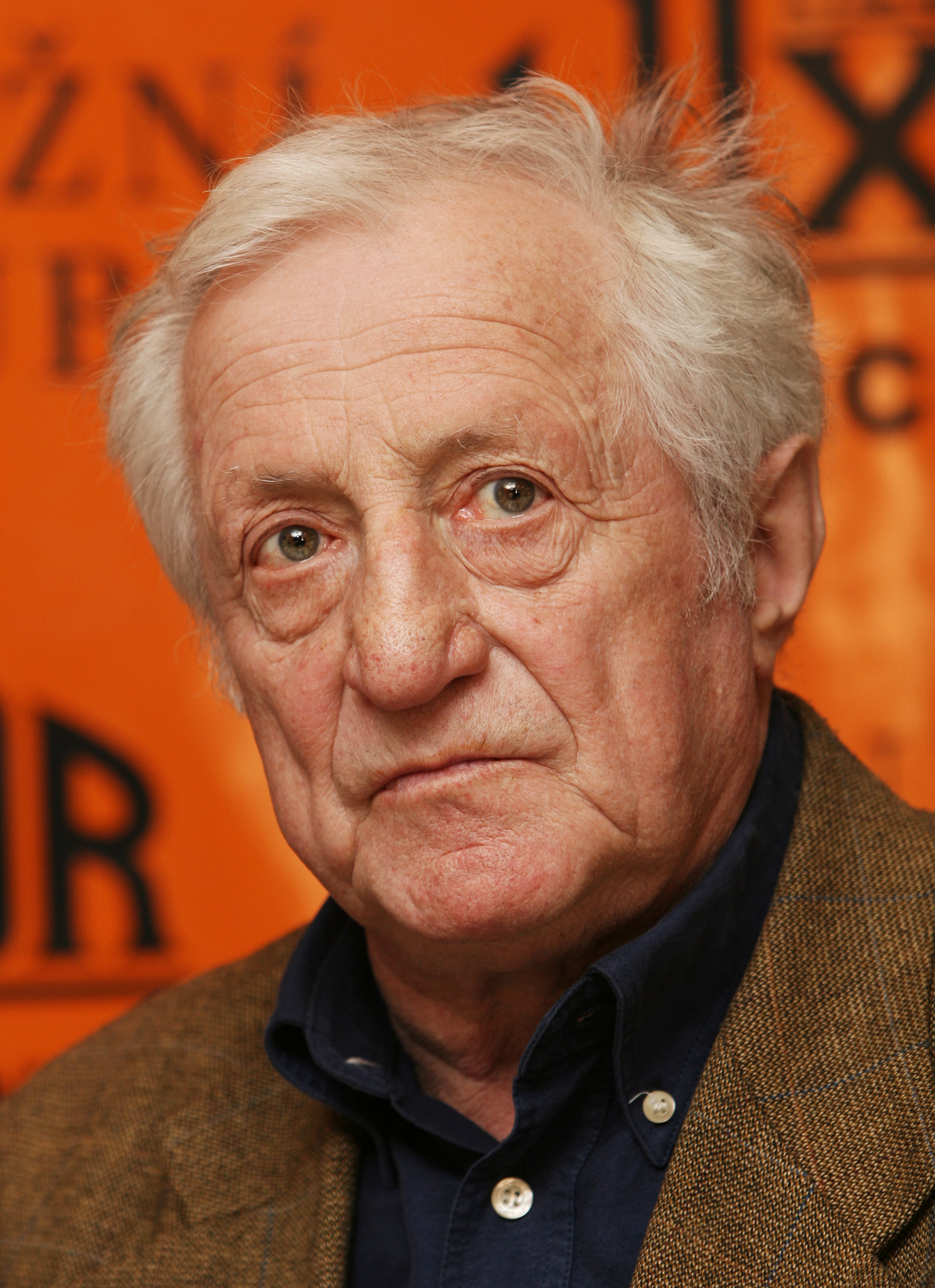
Pavel Bobek.

Pavel Bobek (Praga, 16 de septiembre de 1937 - ibídem, 20 de noviembre de 2013) fue un cantante checo.

## Carrera
Entre 1963 y 1965 fue el vocalista del grupo de rock clásico Olympic, y desde 1967 participó como miembro del Teatro Musical Semafor, con Jiří Brabec. Durante su carrera, actuó y grabó sus propias versiones de temas de rock como Walk on the Wild Side de Lou Reed o Harder Than Your Husband de Frank Zappa. En el estilo de su país, abarcó Ruby, Don't Take Your Love To Town de Kenny Rogers (con Jiří Grossmann) y Take Me Home, Country Roads de John Denver, este último utilizando letra checa de Vladimír Poštulka.

### Fama fuera de la República Checa
Un encuentro fortuito en 1978 con el cantante estadounidense de música country Johnny Cash propició darse a conocer fuera de la República Checa cuando se juntaron en la embajada de Estados Unidos para cantar Will the Circle Be Unbroken. En 1980 fue galardonado con Zlatá Porta za Zásluhy. Con su encuentro histórico en mente, en 2010 fue a Nashville con el productor Luboš Malina, donde grabó un CD con versiones de canciones de Cash que tituló Vic Nehledám (Looking For More). Después de una larga enfermedad, que casi le costó su voz años antes de su muerte, volvió a ofrecer conciertos en directo en mayo de 2012 y lanzó un nuevo álbum llamado Circles.

## Vida personal
Bobek nació el 16 de septiembre de 1937 en Praga, Checoslovaquia. Después de asistir a la escuela secundaria empezó a estudiar arquitectura y contó entre sus compañeros a Jan Kaplický, Eva Jiřičná y Petr Nárožný.
Bobek murió el 20 de noviembre de 2013, a los 76 años de edad, en Praga, República Checa.